# 이윙 밋첼
이윙 밋첼(Ewing Mitchell, 1910년 12월 29일 ~ 1988년 9월 3일)은 미국의 가수, 배우, 텔레비전 배우이다.
사우스캐롤라이나주에서 태어났으며 라호이아에서 사망하였다. 사인은 뇌졸중이다. 

## 영화
- 위다웃 워닝! (1952년)
- 라스트 아웃포스트 (1951년)
- 프란시스 고즈 투 더 레이시스 (1951년)
- 론 레인저 - 49년 시리즈 (1949년)